# Inzai
Inzai (Japans: 印西市, Inzai-shi) is een jonge Japanse stad in het noorden van de prefectuur Chiba. Inzai telde op 1 juli 2007 ongeveer 61.657 inwoners en de oppervlakte bedroeg 53,51 km².
Gelegen langs de rivier de Tone, tussen het Imbameer en het Tegameer, ontwikkelde Inzai zich tot een binnenhaven die met name voor transport over de Tone van belang was. Een deel van het stadsgebied werd samen met gebied van vijf omliggende gemeenten binnen het nog onvoltooide Chiba New Town-woningbouwproject ondergebracht. Met de vestiging van de Tokio Denki Universiteit en andere instellingen voor hoger onderwijs nam de bevolking de laatste jaren sterk toe. Overeenkomstig zijn moderne economische en demografische evoluties werd de gemeente op 1 april 1996 de titel 'stad' verleend.

## Fusies
- Op 23 maart 2010 werden de dorpen Inba en Motono van het district Inba aan de stad Inzai toegevoegd.[1]

## Geboren
- Sayaka Murata (1979), Japans schrijfster